# Monroe H. Rosenfeld

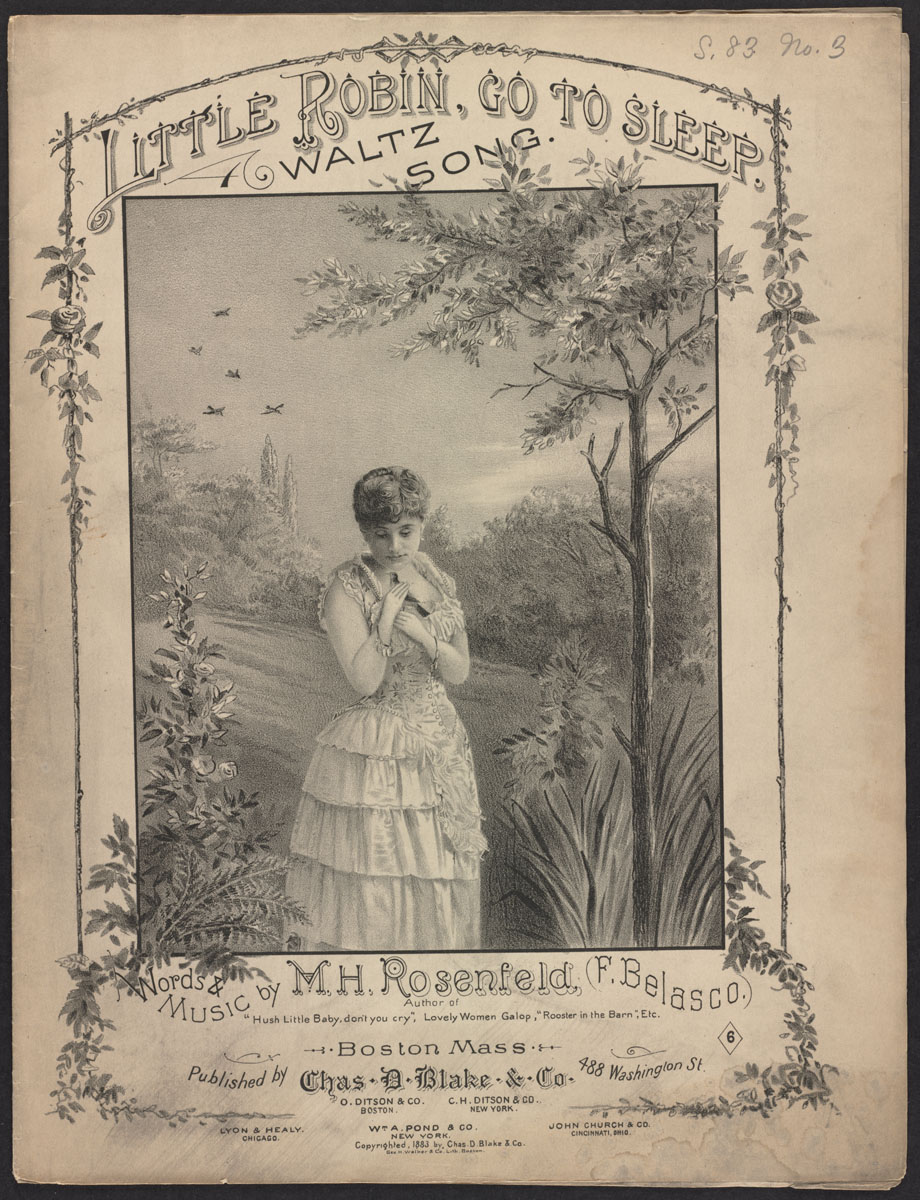
Little Robin, Go to Sleep, 1883

Monroe H. Rosenfeld (Richmond (Virginia), 1861 – New York, 13 december 1918) was een Amerikaans componist. Voor bepaalde werken gebruikte hij het pseudoniem: F. Belasco. 

## Levensloop
Rosenfeld was enerzijds journalist en reporter voor de wereld en later in New York van verschillende dagbladen uit Chicago en anderzijds en geprofileerd en succesrijk componist en vooral tekstschrijver. Rosenfeld heeft de frase Tin Pan Alley gecreëerd als synoniem voor de wereld van componisten en muziekuitgevers van populaire muziek. Hij schreef in 1903 een serie van artikelen over de Amerikaanse muziekindustrie voor populaire muziek. In deze serie werd de frase te eerst gebruikt. Rond de eeuwwisseling richtte hij een eigen bureau op voor het management van muziekuitgaven en auteursrechten, het Rosenfeld Musical Press Bureau.
Zijn muzikale carrière begon met zijn populaire lied Johnnie Get Your Gun in 1886. Andere successen waren de titels With All Her Faults I Love Her Still, Hush, Little Baby, Don't You Cry, I'm the Man that Broke the Bank at Monte Carlo, Alabama Walk-Around (1891), The Cotton Field Dance (1892), The Virginia Skedaddle (1892), A Warm Proposition (1899), Clean Hands and Tainted Gold (1904), A Mother's Lullaby en The New Berlin.